# 4 Bawarski Pułk Piechoty
4 Bawarski pułk piechoty im.  Króla Wirtembergii Wilhelma (niem. Königlich Bayerisches 4. Infanterie-Regiment „König Wilhelm von Württemberg“)  – pułk piechoty bawarskiej okresu Cesarstwa Niemieckiego.

## Charakterystyka
Pułk został sformowany 1 kwietnia 1706. Stacjonował w Metz . Wchodził w skład II Bawarskiego Korpusu Armijnego . Wiosną 1914 był w strukturze 4 Bawarskiej Dywizji Piechoty.
Na stopie wojennej pułk liczył początkowo 3287 żołnierzy i dysponował 53-osobowym sztabem. Jego trzon stanowiły trzy bataliony piechoty liczące etatowo po 1079 żołnierzy. Te dzieliły się na cztery trzyplutonowe kompanie. Ponadto pułk posiadał organiczną kompanię karabinów maszynowych. W kolejnych latach w armii cesarskiej następowała restrukturyzacje wojsk. Wprowadzono nowy model „dywizji wz. 1915”. Zgodnie z jej etatem, pozostawiono w pułku 97-osobową kompanię karabinów maszynowych z 15 kaemami, ale liczebność batalionu piechoty zmniejszono do 650 żołnierzy. Słabszym liczebnie batalionom dodano jednak kompanię karabinów maszynowych, a w 1917 pluton granatników i pluton moździerzy.

## Bibliografia

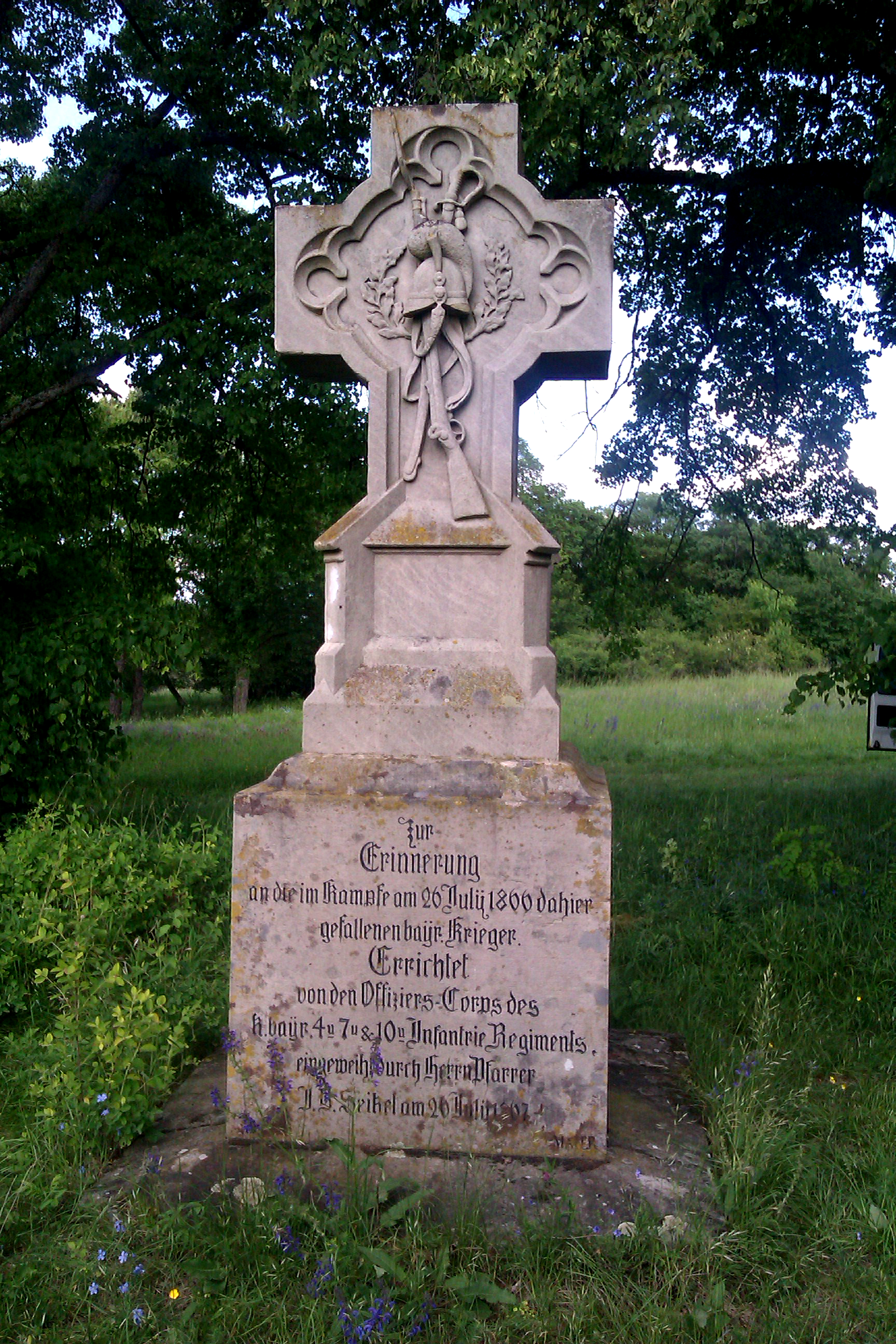